# Mobula thurstoni
Mobula thurstoni é uma espécie de peixe da família Mobulidae.
Pode ser encontrada nos seguintes países: Austrália, Brasil, Chile, Costa Rica, Costa do Marfim, Equador, El Salvador, Eritrea, Guatemala, Honduras, Índia, Indonésia, Japão, México, Nicarágua, Omã, Filipinas, Senegal, África do Sul, Tailândia e possivelmente em Madagáscar.
Os seus habitats naturais são: mar aberto, mar costeiro, pradarias aquáticas subtidais e recifes de coral.